# جيم أوستين
جيم أوستين (بالإنجليزية: Jim Austin)‏ هو لاعب كرة قاعدة أمريكي، ولد في 7 ديسمبر 1963 في فارمفيل في الولايات المتحدة.

## وصلات خارجية
- جيم أوستين على موقعبيزبول رفرنس.كوم (الدوري الرئيسي) (الإنجليزية)